# Langnam-Verein
Langnam-Verein, auch Langnamverein, war die von Reichskanzler Otto von Bismarck aufgebrachte abgekürzte Bezeichnung für den Verein zur Wahrung der gemeinsamen wirtschaftlichen Interessen in Rheinland und Westfalen, der am 30. März 1871 auf Initiative des irischstämmigen Bergbau-Unternehmers William Thomas Mulvany durch rheinisch-westfälische Eisen-, Textil- und Bergbau-Unternehmer als industrieller Interessenverband in der Alten Tonhalle in Düsseldorf gegründet wurde.

## Ziele
Ursprüngliche Zwecke des Vereins waren die Verbesserung der Verkehrswege in der Industrieregion und die Überwindung der Kohlenknappheit. 1873 kam die Einführung von Schutzzöllen auf billige Roheisenimporte als Anliegen hinzu, schließlich nach dem Ersten Weltkrieg das Ziel, im gesamten Deutschen Reich ein vertikales Monopol für Kohle, Koks, Gas und Stahl einzurichten.

## Rolle in der Weimarer Republik und in der Zeit des Nationalsozialismus
1924 hielt Oswald Spengler auf Einladung von Paul Reusch einen Vortrag vor dem Langnam-Verein.
Die Frankfurter Zeitung veröffentlichte am 29. März 1927 einen Artikel, in dem der Langnamverein und die Nordwestliche Gruppe des VDESI als „Anonymes Herzogtum“ bezeichnet wurde. Dieser Begriff wurde von den Industriellen des „Westens“ ironisch aufgegriffen. Der Artikel kritisierte, dass sich die staatlich-gesellschaftliche Macht aufgrund des ökonomischen Strukturwandels besonders in Rheinland-Westfalen in den Herrschaftsbereich sogenannter „Industrieherzöge“ verlagert habe.
Am 30. März 1930 wurde Heinrich Brüning Reichskanzler des ersten Präsidialkabinetts der Weimarer Republik. In der Hauptversammlung des Vereins am 4. November 1930 zeigte sich die gespaltene Haltung der rheinisch-westfälischen Großindustrie zu diesem Kabinett: Für Brüning hatte sich Max Schlenker bereits vor der Veranstaltung geäußert, dieser habe als Kanzler „wirklich seine Pflicht zu tun versucht“. In der Versammlung selbst wurde Brüning u. a. durch Georg Müller-Oerlinghausen (vom Reichsverband der Deutschen Industrie), Kehl (von der Deutsche Bank AG) und Walther Schreiber (dem amtierenden preußischen Handelsminister) unterstützt. Kehl z. B. erklärte, eine Regierung mit der NSDAP als Alternative zum Brüning-Kabinett sei nicht akzeptabel, da die Industrie „keine Experimente“ wolle, „weder auf dem Gebiet der Politik noch auf dem der Wirtschaft selbst“. Fritz Springorum blieb jedoch reserviert, ebenso Ernst Poensgen, der sich den Wunsch zu eigen machte, „daß ein Führer kommen möge, gleichgültig aus welcher Partei, der unser Volk wieder einheitlich und zielbewußt führen möge“. Er machte sich auch für ein Ende der Reparationszahlungen stark, die aber eine strikte Sanierung des defizitären Reichshaushalts zur Voraussetzung habe. Brüning fehle die Konsequenz, dem „als richtig erkannten Weg unbeirrt zu folgen“. Die Gastrede bei dieser Hauptversammlung hielt der Staatsrechtler Carl Schmitt, der vor einer Verfassungsreform im autoritären Sinne warnte. Vielmehr gelte es, die Regierung per Notverordnungen, die Brüning seit dem Sommer praktizierte, so zu perpetuieren, dass sich ein qualitativer Wandel der Verfassung quasi von selbst einstellen werde.
1931 blieben der Öffentlichkeit die anti-parlamentarischen Forderungen eines Teils der Mitglieder nicht verborgen. Poensgen hielt es daher für geboten, am 17. Juni 1931 ein öffentliches Dementi abzugeben „gegen die Behauptung, dass die Ruhrindustrie ein Direktorium und die Diktatur verlangt habe. Die westliche Industrie wolle keine Diktatur, sie wolle eine Führung der Wirtschafts- und Finanzpolitik, die die deutsche Wirtschaft vor dem drohenden Zusammenbruch bewahrt.“
Nach Karl Dietrich Bracher und Gerhard Schulz war der Langnam-Verein beim Treffen der Harzburger Front am 11. Oktober 1931 nur durch seinen Hauptgeschäftsführer Max Schlenker vertreten. Ansonsten fehlten anerkannte Unternehmerpersönlichkeiten, die über politischen Einfluss verfügten. Laut Heinrich August Winkler war Ernst Brandi der einzige Vertreter der Schwerindustrie, der an der Harzburger Tagung teilnahm.
Bei weiteren Gelegenheiten machte die Führung des Langnam-Vereins zu dieser Zeit geltend, bei der Schaffung der gewünschten „Rechtsregierung“ müsse die NSDAP beteiligt werden. Dadurch, dass die Industriellen der NSDAP helfen, an die Regierung zu kommen, habe man dann aber auch die Möglichkeit, „die allzu radikalen Strömungen innerhalb der NSDAP in etwa abzubiegen“ Gewollt war allerdings nicht die Wahrung der rechtsstaatlichen und demokratischen Errungenschaften der Weimarer Republik, sondern dass die Großindustrie die NSDAP nach den eigenen Interessen beeinflussen sollte, weil sie deren wirtschaftspolitischen Vorstellungen misstraute.
Am 30. Mai 1932 trat Brüning zurück, zwei Tage darauf wurde Franz von Papen Reichskanzler. Er löste bald den Reichstag auf und plante, die Weimarer Verfassung im Sinne einer Präsidialdiktatur zu ändern und keine Partei mehr an der Regierung zu beteiligen, auch nicht die NSDAP. Diese Ziele wurden vom Verein überwiegend unterstützt, der in dieser Zeit also auf Abstand zu den Nationalsozialisten ging. Es gelang von Papen aber nicht, hierfür eine Mehrheit im Reichstag zu erhalten; er trat am 17. November 1932 seinerseits zurück.
In diesen Tagen wurde der Verein in die Aktivitäten des sogenannten Keppler-Kreises einbezogen: Der süddeutsche Chemie-Unternehmer Wilhelm Keppler hatte von Adolf Hitler den Auftrag erhalten, die Beziehung der Partei zu Industrie- und Wirtschaftskreisen zu pflegen. Dessen Industrielleneingabe vom 19. November 1932, in der mehrere Bankiers, Unternehmer und Landwirte den Reichspräsidenten Paul von Hindenburg auffordern, Hitler zum Kanzler zu ernennen, wurde von fast keinem Vertreter der Großindustrie im Langnam-Verein unterschrieben – außer von Fritz Thyssen und Emil Kirdorf. Zu dieser Zeit wollte die Großindustrie eher eine erneute Kanzlerschaft von Papens erreichen. Dessen Strategie – Abbau des Sozialstaats, Zurückdrängen der Gewerkschaften und des „Parlamentarismus“ zu Gunsten einer autoritären „präsidialen“ Regierung – entsprach damals den im Langnam-Verein vorherrschenden politischen Vorstellungen.
Wenige Tage später, am 23. November 1932, traf sich daher der Langnam-Verein, um diese Strategie von Papens trotz seines Rücktritts weiter zu unterstützen. Als bekannter Befürworter von Papens war erneut Carl Schmitt zu einem Vortrag eingeladen. Unter dem Titel „Gesunde Wirtschaft im starken Staat!“ unterstützte er aber überraschend die Strategie Kurt von Schleichers, des nächsten Reichskanzlers, die bestehende Verfassung formal beizubehalten, aber den Notstands-Artikel 48 konsequent zu nutzen. Carl Schmitt war persönlich mit Kurt von Schleicher bekannt, der später von den Nationalsozialisten umgebracht wurde, trat aber am 1. Mai 1933 der NSDAP bei. Nach Hans-Gerd Jaschke sympathisierte die Tagung unverhüllt mit dem Nationalsozialismus. Bereits in der Eröffnungsrede führte Springorum aus, dass alle Forderungen des Langnam-Vereins in die „Grundforderung nach einem starken Staat“ münden. In der nachfolgenden Aussprache stellte als einziger Hans Luther Schmitts Ausführungen in Frage.
Von Schleicher hatte während der Kanzlerschaft von Papens auf die bürgerkriegsähnliche Eskalation zwischen dessen präsidialer Machtausübung und der von der politischen Gestaltung ausgeschlossenen Linken hingewiesen und warb nicht zuletzt bei der Reichswehr für seinen „dritten“ Weg. Er bezeichnete sich ähnlich wie Hitler als „weder Anhänger des Kapitalismus noch des Sozialismus“. Anders als von Papen wollte er seine Ziele nicht durch Notverordnungen, sondern parlamentarisch erreichen mit Hilfe einer „Querfront“ durch Einbinden der Gewerkschaften, von Teilen der SPD und des „sozialistischen“ Strasser-Flügels der NSDAP. Am 3. Dezember 1932 wurde er zum Reichskanzler ernannt.
Führende im Langnam-Verein vertretene Industrielle misstrauten aber weiterhin der NSDAP. Hierzu hatte gerade die Rede von Gregor Strasser im Reichstag am 10. Mai 1932 zum „Wirtschaftlichen Sofortprogramm der NSDAP“ beigetragen. Sie bestärkte ihren Eindruck, dass diese Partei wirtschaftspolitisch „unzuverlässig“ sei, da sie vielleicht einen sozialistischen Kurs einschlagen könnte. Die Rede Strassers wurde daher z. B. in einem Artikel der „Deutschen Führerbriefe“ (siehe unten) heftig kritisiert.

## Gleichschaltung, Auflösung und Ersatz
Die bisher so mächtigen Industrieverbände wurden nach der „Machtergreifung“ immer weiter unter das Diktat der Staatswirtschaft gezwungen, gekennzeichnet durch „Gleichschaltung“ und zentralistisch in Berlin festgelegte Wirtschaftspläne.
Ein wichtiger Schritt zur Gleichschaltung des Langnam-Vereins erfolgte am 4. April 1933: Zusammen mit dem Wirtschaftsbeirat West der NSDAP wurde ein „Führungskreis“ unter Leitung des Düsseldorfer NSDAP-Gauwirtschaftsberaters Josef Klein gebildet.
Schließlich wurde Fritz Springorum zum Verzicht auf sein Amt gedrängt und der Langnam-Verein auf Betreiben des Regimes endgültig aufgelöst. Die Schwerindustrie an Rhein und Ruhr hatte gegen Ende der 1920er-Jahre in Berlin eine von der NSDAP unabhängige Organisation in Form des Mitteleuropäischen Wirtschaftstags (MWT) geschaffen. Der marxistische Philosoph, Ökonom und Soziologe Alfred Sohn-Rethel, Ziehsohn von Poensgen, war auf dessen Vermittlung hin von 1931 bis 1936 in dieser Organisation als Assistent des Geschäftsführers Max Hahn angestellt. Er erstellte dort unter anderem wirtschaftliche Statistiken und schrieb gelegentlich Beiträge für volkswirtschaftliche Zeitschriften und für die „Deutschen Führerbriefe“. Die Aktenbestände des Langnam-Vereins sind, soweit nicht im Zweiten Weltkrieg und danach vernichtet bzw. verschollen, verstreut untergebracht u. a. bei folgenden Institutionen:
- Westfälisches Wirtschaftsarchiv in Dortmund
- Industrie- und Handelskammer Dortmund (1920–1935)
- Montanhistorisches Dokumentationszentrum beim Deutschen Bergbau-Museum in Bochum (1927–1935)
- Stadtarchiv Düsseldorf
- Bundesarchiv, Standort Koblenz

## Bedeutende Mitglieder
- William Thomas Mulvany (1806–1885)
- Henry Axel Bueck (1830–1916)
- Max Schlenker (1883–1967)
- Max Hahn (1895–1939)
- Ernst Poensgen (1871–1949)
- Paul Reusch (1868–1956)
- Paul Silverberg (1876–1959)
- Fritz Springorum (1886–1942)